# Anania stachydalis
Anania stachydalis là một loài bướm đêm thuộc họ Crambidae. Nó được tìm thấy ở châu Âu. The species closely resembles Phlyctaenia coronata.
Sải cánh dài 23–25 mm. Con trưởng thành bay từ tháng 5 đến tháng 8 tùy theo địa điểm.
Ấu trùng ăn Stachys.